# Соколувка (Люблінське воєводство)
Соколувка (пол. Sokołówka) — село в Польщі, у гміні Фрамполь Білґорайського повіту Люблінського воєводства.
Населення — 306 осіб (2011).
У 1975-1998 роках село належало до Замойського воєводства.

## Демографія
Демографічна структура станом на 31 березня 2011 року:
|          | Загалом | Допрацездатний вік | Працездатний вік | Постпрацездатний вік |
| -------- | ------- | ------------------ | ---------------- | -------------------- |
| Чоловіки | 157     | 34                 | 104              | 19                   |
| Жінки    | 149     | 28                 | 88               | 33                   |
| Разом    | 306     | 62                 | 192              | 52                   |